# Higuères-Souye
Higuères-Souye település Franciaországban, Pyrénées-Atlantiques megyében. Lakosainak száma 276 fő (2022. január 1.). Higuères-Souye Barinque, Bernadets, Gabaston, Riupeyrous, Saint-Jammes és Saint-Laurent-Bretagne községekkel határos.

## Népesség
A település népességének változása:
| Lakosok száma | 284  | 284  | 280  | 285  | 274  | 275  | 275  | 276  | 275  | 276  |
|               | 2010 | 2013 | 2015 | 2016 | 2017 | 2018 | 2019 | 2020 | 2021 | 2022 |